# NGC 4771
NGC 4771 is een spiraalvormig sterrenstelsel in het sterrenbeeld Maagd. Het hemelobject werd op 24 februari 1786 ontdekt door de Duits-Britse astronoom William Herschel.

## Synoniemen
- UGC 8020
- MCG 0-33-17
- ZWG 15.31
- IRAS 12507+0132
- PGC 43784